# Céphise (Athènes)
Pour les articles homonymes, voir Céphise.
Le Céphise (en grec ancien : Κήφισσος, grec moderne : Κηφισός) est un fleuve de Grèce coulant en Attique, passant dans l'agglomération d'Athènes, à l'ouest du centre et de l'Acropole, et se jetant dans le golfe Saronique.
Dans la mythologie grecque, Céphise (en) est un dieu fleuve, père notamment de Praxithée (épouse d'Érechthée).